# Nespereira e Casais
Nespereira e Casais (llamada oficialmente União das Freguesias de Nespereira e Casais) es una freguesia portuguesa del municipio de Lousada, distrito de Oporto.

## Historia
Fue creada el 28 de enero de 2013 en aplicación de una resolución de la Asamblea de la República de Portugal promulgada el 16 de enero de 2013 con la unión de las freguesias de Casais y Nespereira, pasando su sede a estar situada en la antigua freguesia de Nespereira.

## Demografía
| Gráfica de evolución demográfica de Nespereira e Casais entre 2011 y 2021 |
|                                                                           |
| Datos según el nomenclátor publicado por el INE portugués.                |